# Luigi Montagne
Rodolfo Alfredo Barriga Montagne (*Lima, 24 de octubre de 1951), conocido como Luigi Montagne, es un cantautor peruano. Formó parte del dúo Yoshi y Luigi.

## Biografía
Rodolfo Alfredo Barriga Montagne, conocido artísticamente con el nombre de Luigi Montagne, nació en Lima en 1951. De niño le decía Lucho, en relación con uno de sus tíos, llamado Luis (que en italiano es Luigi).
Estuvo casado con Tatiana desde 1987.

## Trayectoria artística
De joven conformó un grupo de rock denominado "Travesuras" que luego se llamaría "Caramelo de menta"
Saltó a la fama artísticamente el 4 de noviembre de 1975 en la versión peruana del primer Festival de la OTI, junto a su amigo "Yoshi", con el cual conformó el grupo "Yoshi y Luigi", logrando el tercer lugar con la canción "Vejez". 
En 1982 hace su debut como solista; dos años después viaja a Chile al programa Sábado Gigante, de Don Francisco y conoce a Roberto Espinoza, quien sería su productor y arreglista de su primer álbum: el disco Gracias a Ti. 
Entre sus principales éxitos destacan:
- Magdalena - Solo soy - Piel Tropical
- Quiero, quiero, quiero - Por eso te quiero
- Espérame - Cuando un hombre ama a una mujer
- He empezado a quererte - Con mi rabia y mi dolor y otros más

Ha cantado al lado de consagrados artistas como Armando Manzanero, Nicola Di Bari, Ángela Carrasco, Rocío Jurado y María Conchita Alonso.
Posteriormente, se dedicó al evangelismo y colaboró en un disco de índole religiosa junto a Homero.

### Discografía
- CD / Por eso te quiero 1982
- Gracias a ti 1985
- Magdalena 1987
- Personal 1990
- Fiel al corazón 1992
- Amores 1998
- Amante Latino 1999
- Gloria a Dios 2001
- Retratos 2003
- Yoshi y Luigi 2004
- Cantaré 2005
- Aliento 2006

### Festivales
- Buga - Colombia 1988
- Curazao - Caribe 1989
- Viña del Mar - Chile 1993
- Hosana Music - Orlando Florida USA 1998
- Buga - Colombia 1999 (Ganador del 1° lugar con el tema Callas)